# Rudi Gauch

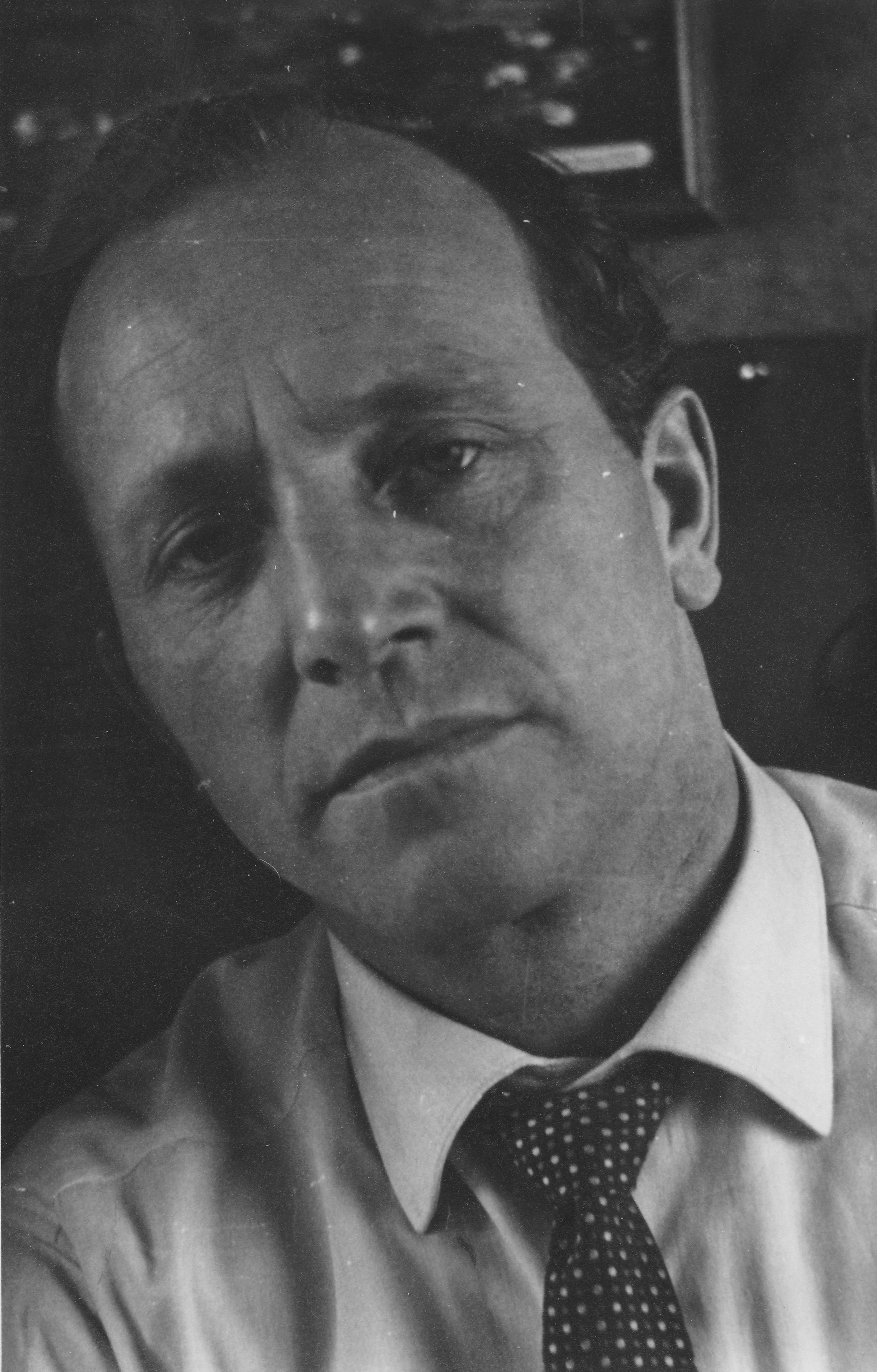
Rudi Gauch, 1961

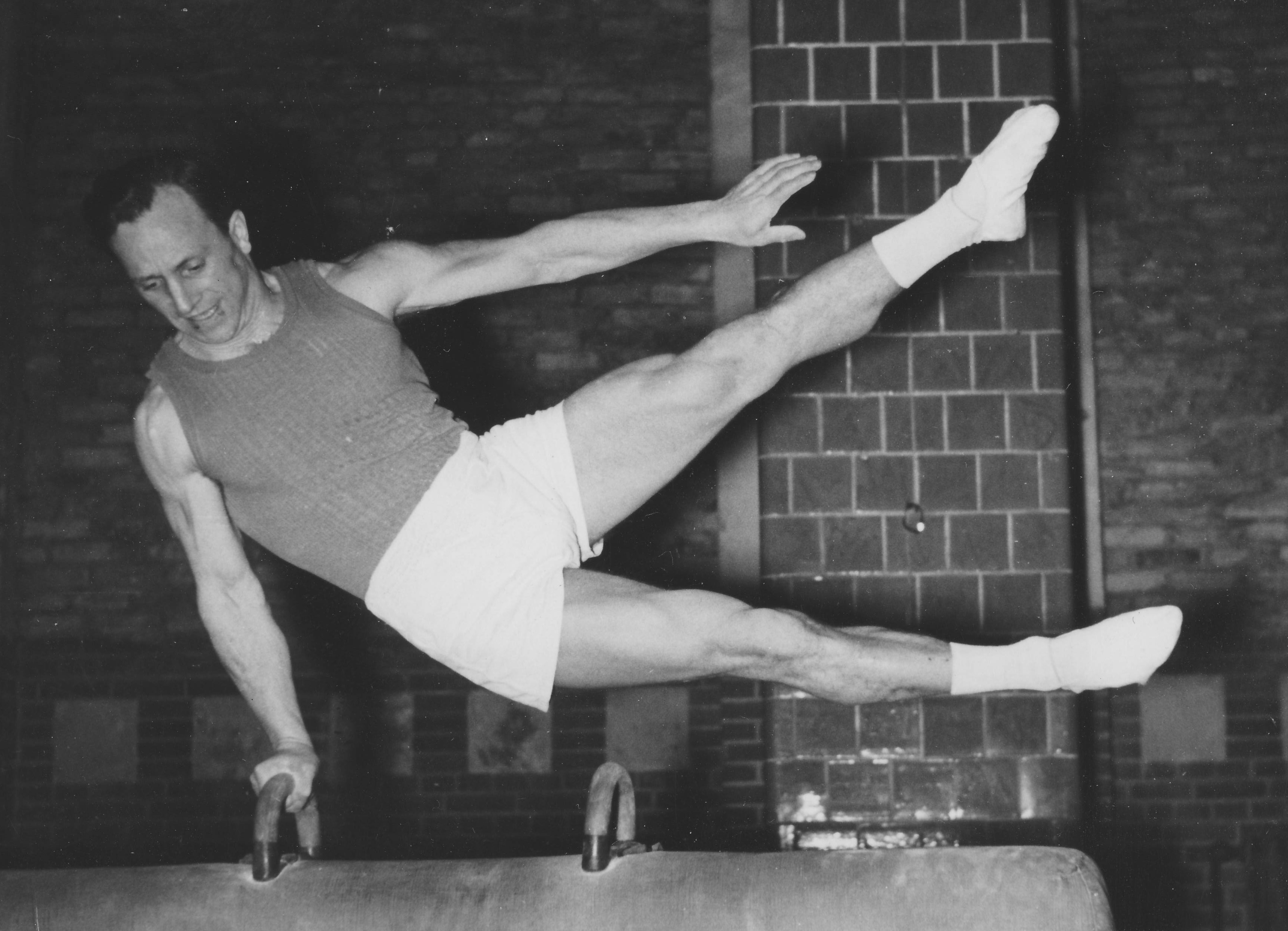
Rudi Gauch, 1950 am Pauschenpferd

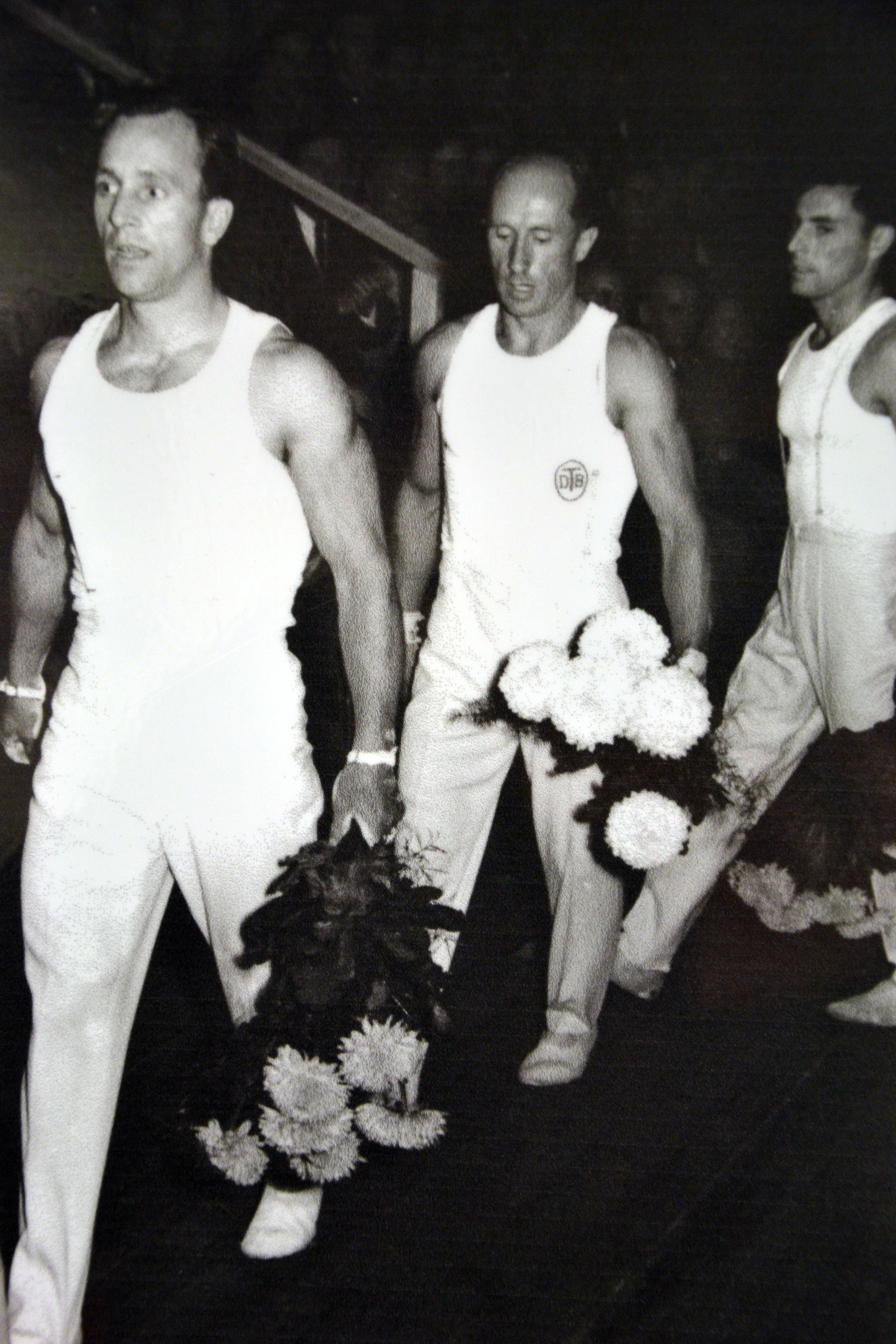
Sportpressefest in der Kieler Ostseehalle 1951, v. l.: Rudi Gauch, Alfred Schwarzmann (zweifacher Olympiasieger 1936, olympisches Silber 1952) und Jakob Kiefer (Olympiateilnehmer 1952 und 1956)

Rudolf „Rudi“ Gauch (* 8. Mai 1915 in Gundersheim; † 28. Januar 1979 in Kiel) war ein deutscher Kunstturner der Kriegs- und Nachkriegsjahre (1940–1961), Deutscher Meister sowie Mitglied der deutschen Nationalriege. Als Dozent am Hochschulinstitut für Leibesübungen (HIfL) der Universität Kiel bildete er 32 Jahre lang Schulsportlehrer im Gerätturnen aus.

## Sportliche Karriere
Der aus der Nähe von Worms stammende Rudi Gauch kam während des Krieges nach Kiel. Er spielte in seiner Jugend zunächst Fußball und wechselte später zum Kunstturnen.
1941 erlangte er einen 9. Platz bei den Deutschen Turnmeisterschaften in Karlsruhe im Mehrkampf. 1942 wurde er deutscher Vizemeister im Olympischen Zwölfkampf der Kunstturner sowie Deutscher Meister an den Ringen, 1951 mit 113,45 Punkten Vierter bei den deutschen Meisterschaften und 1952 stand Rudi Gauch mit 37 Jahren im Olympiateam für Helsinki. Er startete bis 1952 für den Kieler Männerturnverein und danach für den Kieler Turnerbund Brunswik.
Als Universitäts-Turn- und Sportlehrer in Kiel bildete er Generationen von Lehrern aus und war zugleich Disziplinchef im Kunstturnen beim Allgemeinen Deutschen Hochschulsportverband. Wie sein Kollege Karl Wiepcke im Rudersport, machte Rudi Gauch im Kunstturnen das Kieler Hochschulinstitut für Leibesübungen weit über die Landesgrenzen hinaus bekannt. Zum Training der Kieler Studentenriege stand ihm eine Uni-Sporthalle zur Verfügung, in der die Turngeräte in der Lohe (Sägespäne) standen. Dem Schleswig-Holsteinischen Turnverband stellte Rudi Gauch seine Erfahrung als Landes-Kunstturnwart zur Verfügung. Ab 1971 war er im TSV Kronshagen als Trainer aktiv und baute dort die spätere Bundesligamannschaft auf.

## Daten
Gauch absolvierte von 1938 bis 1942 die Sportlehrerausbildung an der Marinesportschule Berlin und war von 1938 bis 1944 Deutscher Marinemeister im Kunstturnen. 1942 schloss der seine Ausbildung mit der Turn- und Sportlehrerprüfung an der Universität für Leibesübungen in Leipzig ab und wurde Deutscher Meister an den Ringen. 1944 folgte der Deutsche Meistertitel im Pferdsprung.
Von 1940 bis 1955 nahm Gauch an den Deutschen Kunstturnmeisterschaften (Olympischer Zwölfkampf) teil und war von 1940 bis 1959 Mitglied der deutschen Nationalriege, mit der er an Länderkämpfen gegen Ungarn, Italien, Weißrussland, Slowakei, Schweiz, Finnland und Frankreich teilnahm. 1952 war er Mitglied der Olympiamannschaft in Helsinki.
Zwischen 1954 und 1961 war er Landesmannschaftsmeister von Schleswig-Holstein.
Nach seiner aktiven Sportlerkarriere war Rudi Gauch bei den Olympischen Spielen 1972 in München internationaler Kampfrichter und in der Zeit von 1946 bis 1978 Dozent am Institut für Sportwissenschaften der Christian-Albrechts-Universität zu Kiel. Während dieser Zeit war er Disziplinchef des Allgemeinen Deutschen Hochschulverbandes im Kunstturnen.
Gauch war zehnmal Sieger bei Landesvergleichskämpfen und 15 Jahre als Landeskunstturnwart tätig.
Rudi Gauch war mit Lotte Gauch, geborene Prien, verheiratet, mit der er vier Kinder hatte.

## Veröffentlichungen
1964 gab Gauch gemeinsam mit Winfried Donnhauser und Walter Häusler im Limpert-Verlag Frankfurt das Buch „Boden- und Geräteturnen – Wege zur Leistung“ heraus, welches 1970 in der 2. Auflage erschien.

## Auszeichnungen
Die Landeshauptstadt Kiel hat die 1991 eingeweihte Leistungssporthalle der Kunstturner am Winterbeker Weg 47, 24114 Kiel, nach Rudi Gauch benannt.